# Поссет
По́ссет (англ. posset, иногда англ. poshote, poshotte) — традиционный британский горячий напиток из молока, створоженного вином или элем, часто с пряностями. Напиток был популярен на протяжении столетий вплоть до XIX века. Горячий поссет пили при простуде и гриппе.
Поссетом иногда называют современный десерт, практически не отличимый от силлабаба, — взбитый в пену холодный сладкий напиток из молока с соком лимона. Аналогичный шотландский десерт известен как кранахан.

## Приготовление
Для приготовления поссета молоко нагревают до кипения, затем смешивают с вином или элем, от этого молоко сворачивается. Смесь приправляют мускатным орехом и корицей.
Поссет считался лекарством для лечения простуды и других заболеваний, средством от бессонницы.

## История
Рецепты приготовления поссета известны с XV века. Напиток упоминается Шекспиром: леди Макбет отравила им стражей короля Дункана.
После смерти дипломата Кенельма Дигби (1603—1665) его сын опубликовал бумаги отца, в которых содержалось несколько рецептов приготовления напитка. В связи с этим изобретение напитка иногда ошибочно приписывается Дигби: якобы открытие напитка стало «побочным продуктом» химических исследований Дигби с осаждением молочного белка спиртом.
В XVI веке и позднее поссет приготавливали из сока лимона или других цитрусовых, сливок и сахара. Часто добавляли яйца. Предполагается, что от него ведёт происхождение эгг-ног — сладкий напиток на основе сырых куриных яиц, молока, алкоголя и специй.

## Посуда

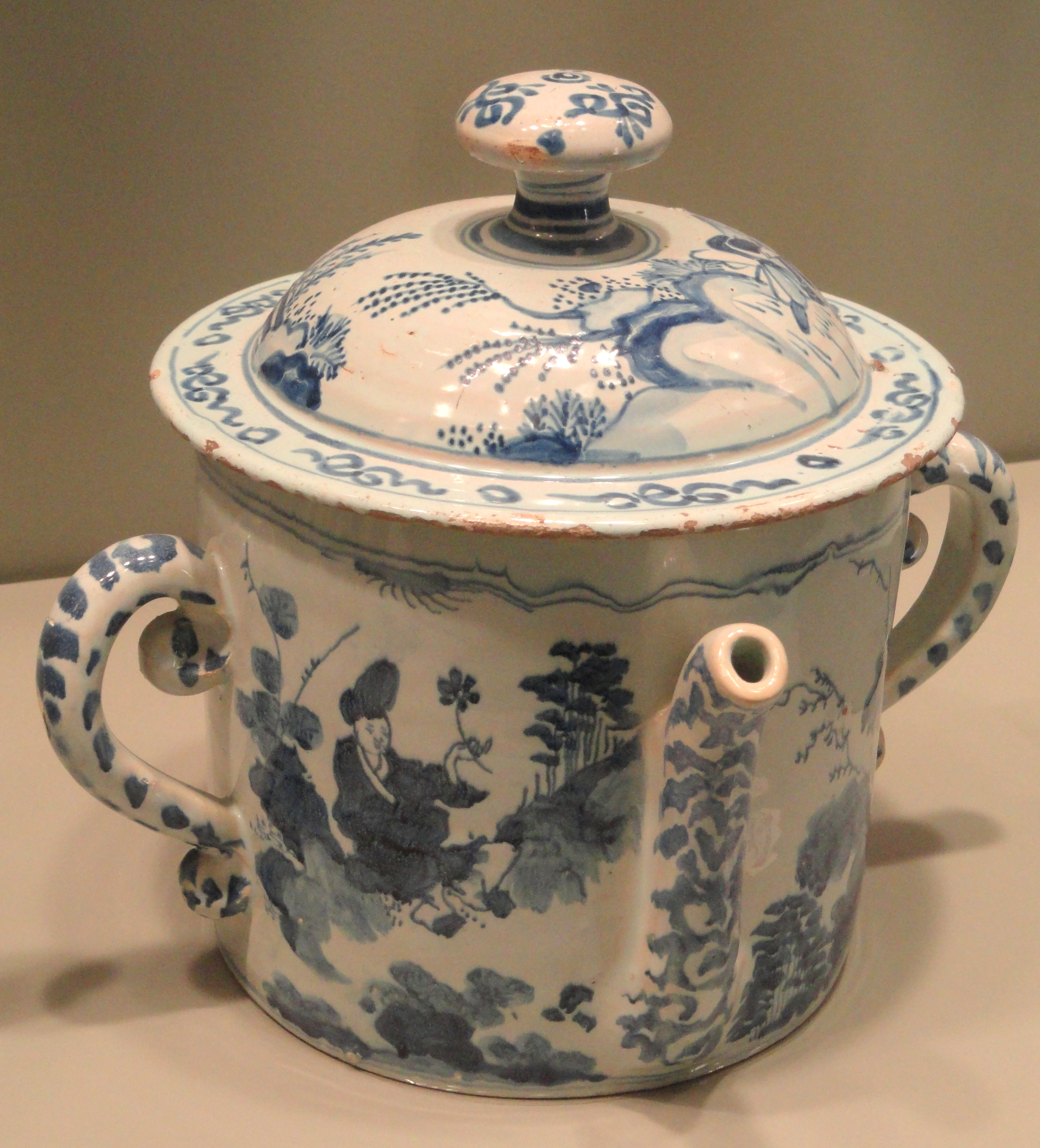
Сосуд для поссета с китайскими мотивами (ок. 1670-85)

Посуда для поссета — наборы для смешивания и подачи напитка — была популярным подарком, нередко изготавливалась из серебра и хранилась как фамильная ценность. Набор для поссета включал чашу для питья, сосуд для смешивания поссета, баночки для ингредиентов, иногда ложки. Именно такой сервиз испанский посол подарил английской королеве Марии I и королю Испании Филиппу II по случаю помолвки в 1554 году; полагают, что сервиз из хрусталя, золота, драгоценных камней и эмали создал Бенвенуто Челлини. Сервиз выставлен в усадьбе Хэтфилд-хаус.
Чаша для питья поссета имеет характерный длинный носик, начинающийся от самого дна сосуда и позволяющий насладиться нижним сладким слоем напитка.